# NGC 5034
NGC 5034 is een spiraalvormig sterrenstelsel in het sterrenbeeld Grote Beer. Het hemelobject werd op 7 april 1793 ontdekt door de Duits-Britse astronoom William Herschel.

## Synoniemen
- NGC 5034
- UGC 8295
- MCG 12-13-1
- ZWG 336.3
- IRAS13107+7054
- PGC 45859